# Johannes Rimer
Johannes Rimer (* im 14. Jahrhundert; † 16. Mai 1427) war Priester in der damals böhmischen Stadt Lauban in der Oberlausitz. Als die Hussiten im Mai 1427 den Ort eroberten, wurde er zusammen mit etwa 1000 weiteren Katholiken ermordet. Unter den anderen Opfern dieses Massakers befanden sich viele aus Böhmen vertriebene Priester sowie aus Prag geflüchtete katholische Studenten, mehrheitlich deutscher Nationalität. Rimer wird von der katholischen Kirche als Heiliger verehrt.
| Personendaten    | Personendaten                   |
| ---------------- | ------------------------------- |
| NAME             | Rimer, Johannes                 |
| KURZBESCHREIBUNG | katholischer Priester in Lauban |
| GEBURTSDATUM     | 14. Jahrhundert                 |
| STERBEDATUM      | 16. Mai 1427                    |